# Lutelu Tiute
Lutelu Tanelua Tiute (Vaitupu, 6 oktober 1990) is een Tuvaluaans voetballer die uitkomt voor Tofaga.
Lutelu scoorde zijn eerste internationale doelpunt tegen Amerikaans-Samoa. Hij speelde al 5 wedstrijden voor het Tuvaluaans voetbalelftal waarvan 4 bij de Pacific Games 2011, en 4 wedstrijden voor het Tuvaluaans zaalvoetbalteam. Lutelu is een moderne spits met veel diepte in zijn spel. Kwam echter slechts tot één goal. Werkte zich tien slagen in de rondte en was daardoor mateloos populair in de groep. Hij werd door zijn coach Foppe de Haan liefkozend 'Hannes' genoemd, analoog aan een Molukse speler in de jaren 80 in Nederland.
Lutelu was in 2011 topscorer van de Tuvalu A-Division met 6 doelpunten.

## Erelijst

### Persoonlijke prijzen

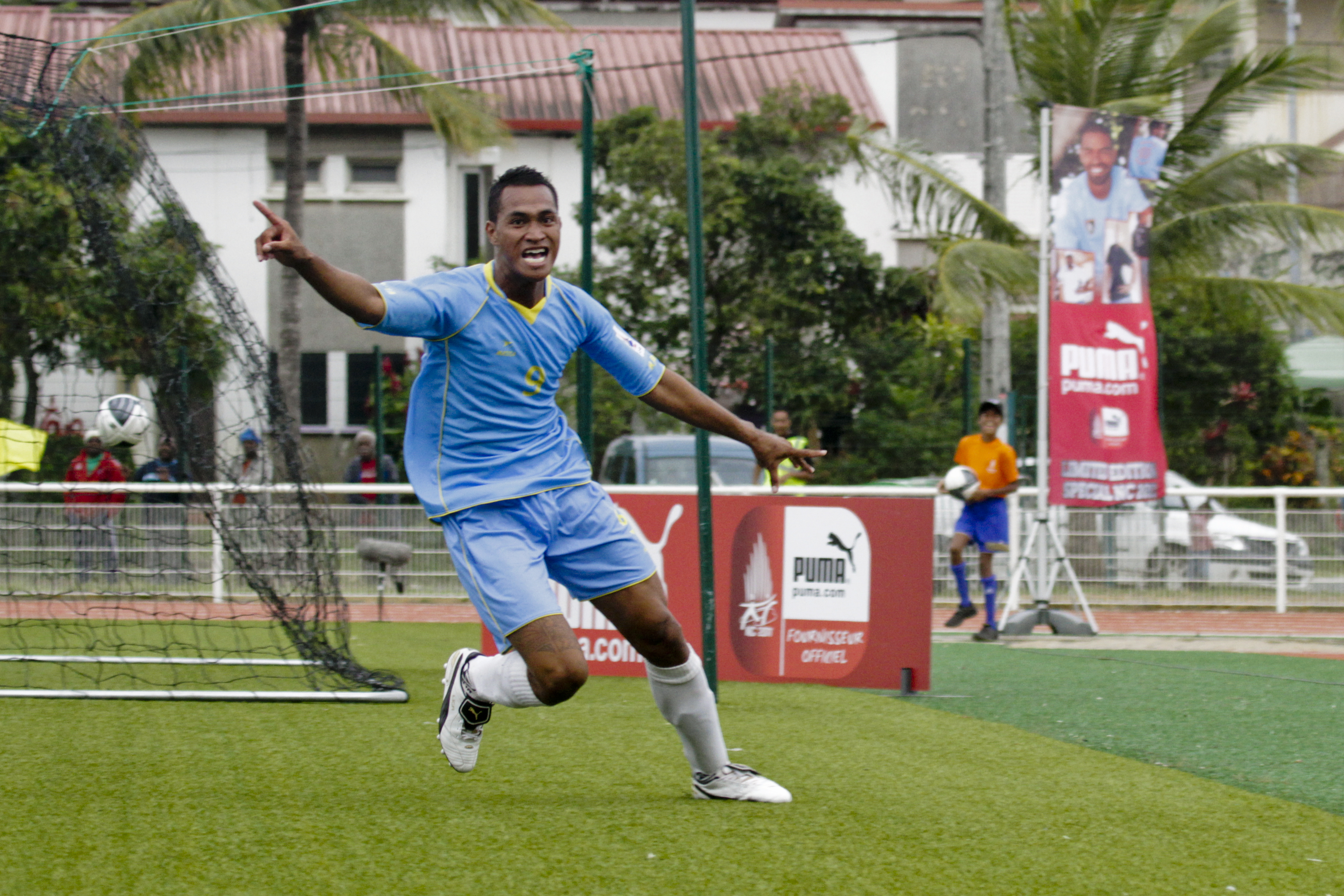
Lutelu na zijn doelpunt tegen Amerikaans-Samoa

- Topscorer A-Division: 2011

1 Sieni ·
2 Pokia ·
3 Tofuola ·
4 Timuani ·
5 Takataka ·
6 Penisula ·
7 Liva ·
8 Tinilau ·
9 Tiute ·
10 Lepaio ·
11 Panapa ·
12 Petoa ·
13 Stanley ·
14 Sogivalu ·
15 Ofati ·
16 Selau ·
17 Ale ·
18 Petaia ·
19 Lima'alofa ·
20 Okelani ·
24 Tapasei ·
Coach: De Haan
1 Tailolo ·
2 Sogivalu ·
3 Taukatea ·
4 Lepaio ·
5 Maleko ·
6 Petaia ·
7 Ionatana ·
8 Uaelesi ·
9 Petaia ·
10 Panapa ·
11 Tiute ·
12 Timuani ·
Coach: Vave